# (38020) Hannadam
(38020) Hannadam (1998 MP) – planetoida z pasa głównego asteroid okrążająca Słońce w ciągu 5,47 lat w średniej odległości 3,1 j.a. Odkryta 17 czerwca 1998 roku.